# سکاوینا
سکاوینا [skaˈvʲina] شهری در جنوب لهستان با ۲۷٬۳۲۸ نفر جمعیت (۲۰۰۸) است. این شهر در استان لهستان کوچک (از سال ۱۹۹۹)، قبل از آن در کراکوف (۱۹۷۵–۱۹۹۸) واقع شده است. این شهر بر روی رودخانه سکاوینکا و در نزدیکی شهر کراکوف واقع شده است. جمعیت آن (در ۳۱ دسامبر ۲۰۱۰) ۲۳٬۷۶۱ نفر و مساحت شهر ۲۰٫۵۰ کیلومترمربع است. یکی از جالب‌ترین ساختمان‌های تاریخی در سکاوینا، کاخ رنسانس است که در اواسط قرن شانزدهم توسط پاول کوریتکو ساخته شد. نام این شهر احتمالاً از رودخانه سکاوینکا گرفته شده است.